# 森田次夫
森田次夫（日语：／ Morita Tsuguo */?，1937年4月11日—2020年4月2日），日本政治人物，前参议院议员。

## 生平
東京都出身。1956年毕业于東京都立第四商業高等学校。1957年进入日本遗族会工作，曾任事務局長，1994年升任专务理事。1998年在第18屆日本參議院議員通常選舉中，在自民党比例区当选。2000年就任日本遗族会副会長。2002年就任第一次小泉內閣厚生勞動大臣政務官。2004年在第20屆日本參議院議員通常選舉中失利。2006年担任靖国神社总代。2012年，担任日本遗族会代理会长。
他是自由民主党党员，历任社会福祉与环境关系团体委员会副委员长、宣传局次长、组织局次长、厚生关系团体委员会副委员长、内閣部会副部会長等职。
2020年4月2日，因胰腺癌在東京都逝世。终年82岁。